# Nothomyia metallica
Nothomyia metallica är en tvåvingeart som först beskrevs av Christian Rudolph Wilhelm Wiedemann 1830.  Nothomyia metallica ingår i släktet Nothomyia och familjen vapenflugor. Inga underarter finns listade i Catalogue of Life.